# Louwman Museum
Il Louwman Museum, chiamato precedentemente Nationaal Automobiel Museum e Louwman Collection, è un museo che ospita auto storiche, pullman e motociclette situato a L'Aia, nei Paesi Bassi.

## Descrizione

### Storia

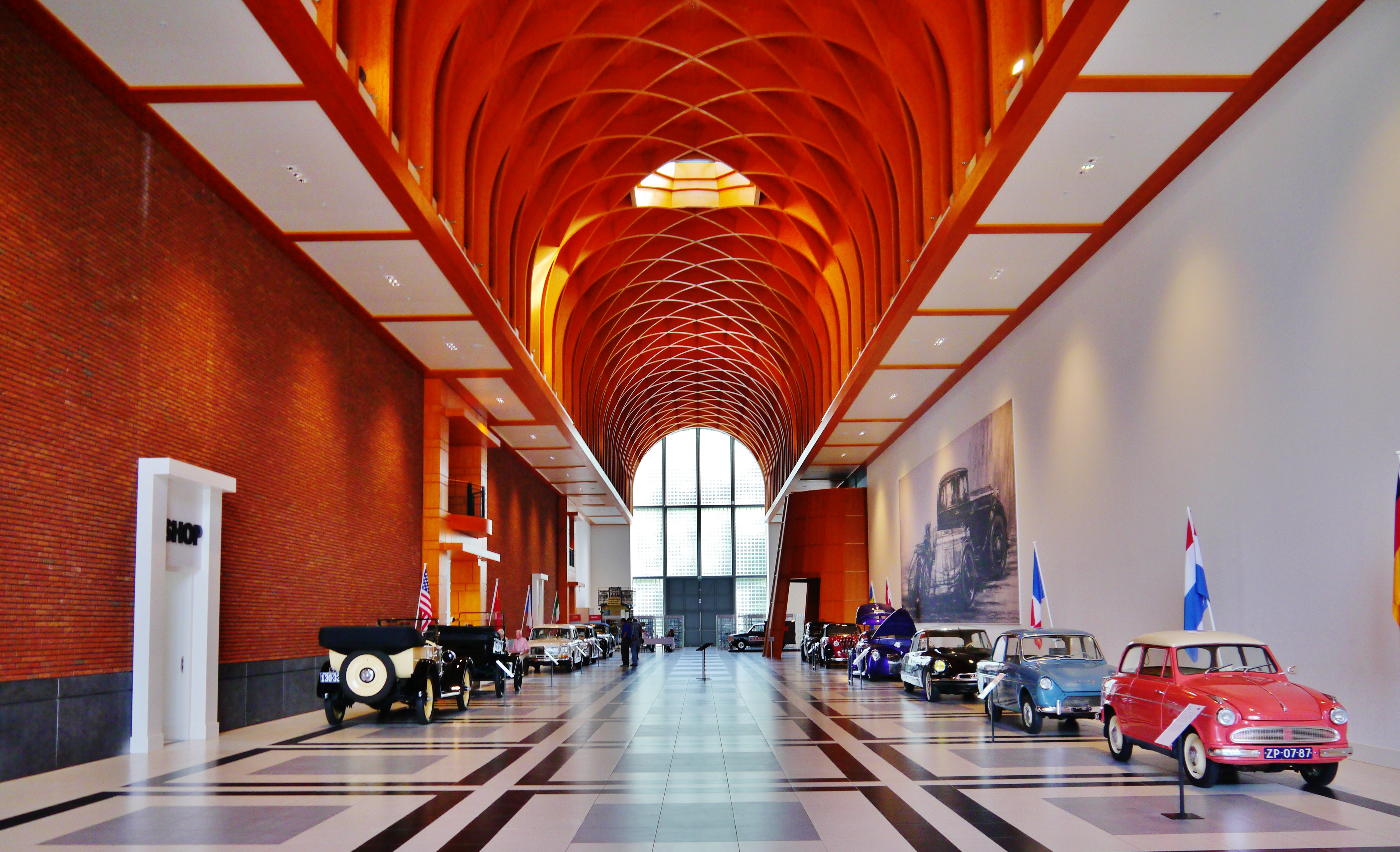
Vista di parte della collezione

La collezione, di oltre duecento auto, è stata iniziata dal 1934 dalla famiglia Louwman. La collezione è stata fondata nel 1934 con l'acquisto di un Dodge da parte dell'importatore di Dodge Pieter Louwman, il padre dell'attuale proprietario.
L'attuale proprietario della collezione è Evert Louwman, l'importatore olandese dei marchi Lexus, Toyota e Suzuki. Nel 1969 la collezione fu trasferita a Leidschendam nel Museo dell'Automobile Nazionale. Nel 1981 il museo fu trasferito in una nuova sede a Raamsdonksveer. Il 18 aprile 2003 è stato chiamato con il nome di "Louwman Collection".
Il 3 luglio 2010 l'attuale Louwman Museum de L'Aia è stato inaugurato dalla regina Beatrice dei Paesi Bassi.

### Edificio
Il Museo Louwman è ospitato in un edificio di tre piani e con una superficie espositiva di oltre 10 000 m², sulla Leidsestraatweg dell'Aia. È stato progettato appositamente come museo da Michael Graves. L'architetto paesaggista Louis Baljon ha progettato il parco che circonda l'edificio.
All'ingresso sono presenti un cancello con due pilastri di mattoni su cui si trovavano due leoni provenienti dall'ex zoo di Wassenaar, che fu chiuso nel 1985.

### Collezione

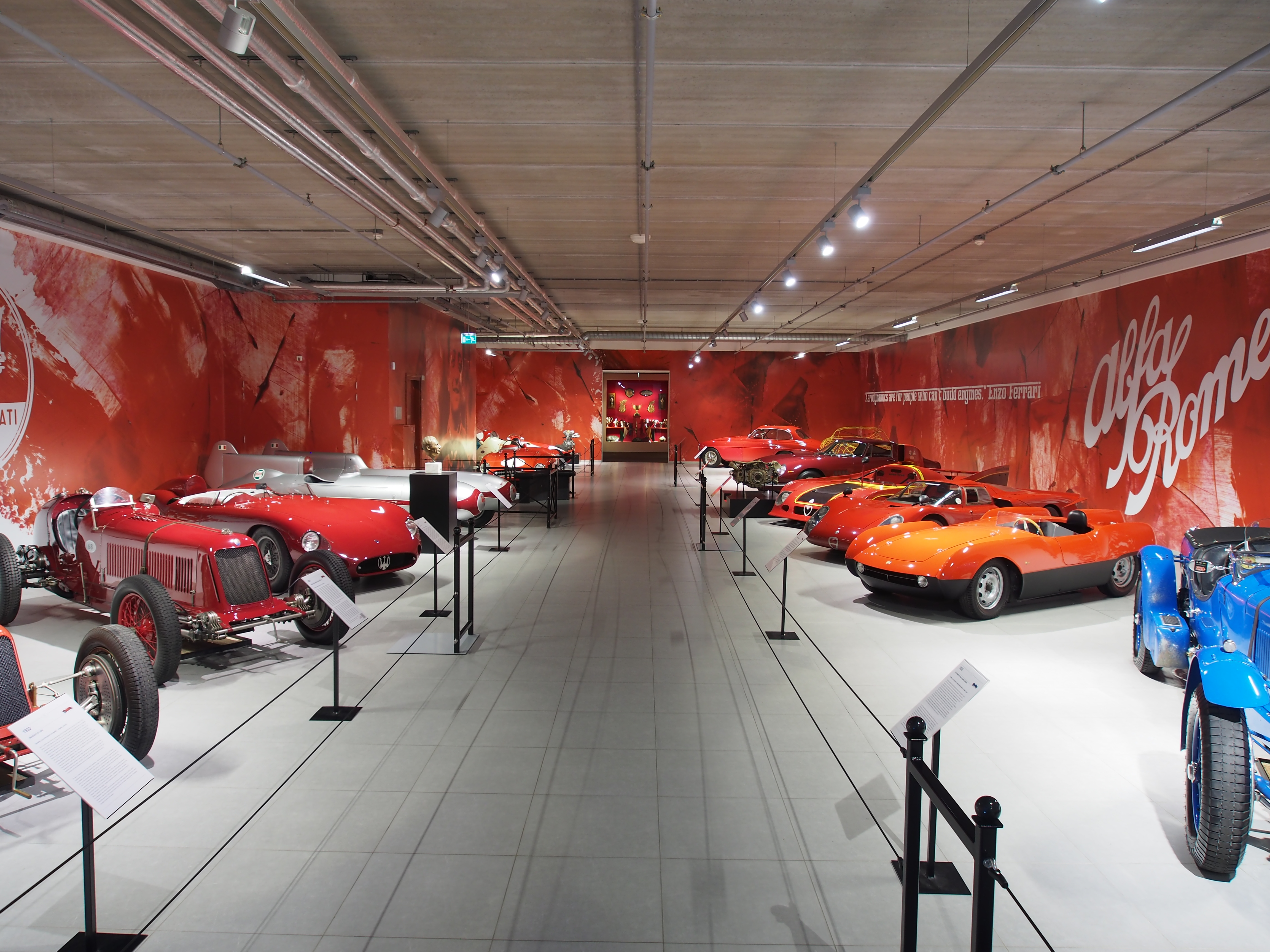
La galleria delle auto sportive

La collezione è composta da oltre 230 automobili. Il museo ha una delle più grande collezione di vetture risalenti dal 1910 in poi. Il museo espone una vasta collezione delle vetture del marchio olandese Spyker e l'unica Eysink rimasta (un marchio automobilistico di Amersfoort). Nell'ex museo di Raamsdonksveer queste vetture olandesi erano esposte nella cosiddetta "Piazza Trompenburg" con la recinzione originale della fabbrica Spyker smantellata nel 1993.
La collezione comprende anche alcune prestigiose vetture da corsa come un'Alfa Romeo 8C 2300 Lungo Spider Le Mans Touring, una Maserati 300S, una Ferrari 750 Monza, Una Lancia D23, ben due Lagonda che hanno preso parte alla 24 Ore di Le Mans e la Jaguar D-Type della Ecurie Ecosse che l'ha vinta nel 1957. All'interno sono contenuti vari prototipi, concept car ed esemplari unici come la Abarth 209A Boano Coupé, Pegaso Z-102 Cupula o la Fiat 8V Demon Rouge Vignale e la Maserati Medici Italdesign, disegnate rispettivamente da Giovanni Michelotti e Giorgetto Giugiaro.
Sono presenti anche una serie di vetture appartenute a celebri personaggi come la Humber usata da Winston Churchill, l'Aston Martin DB5 guidata da James Bond nel film Goldfinger, una Cadillac personalizzata per Elvis Presley. Il museo espone anche una vasta collezione di dipinti e disegni di Frederick Gordon Crosby.

## Galleria d'immagini
Alcune delle auto presenti permanentemente nella Louwman Collection.

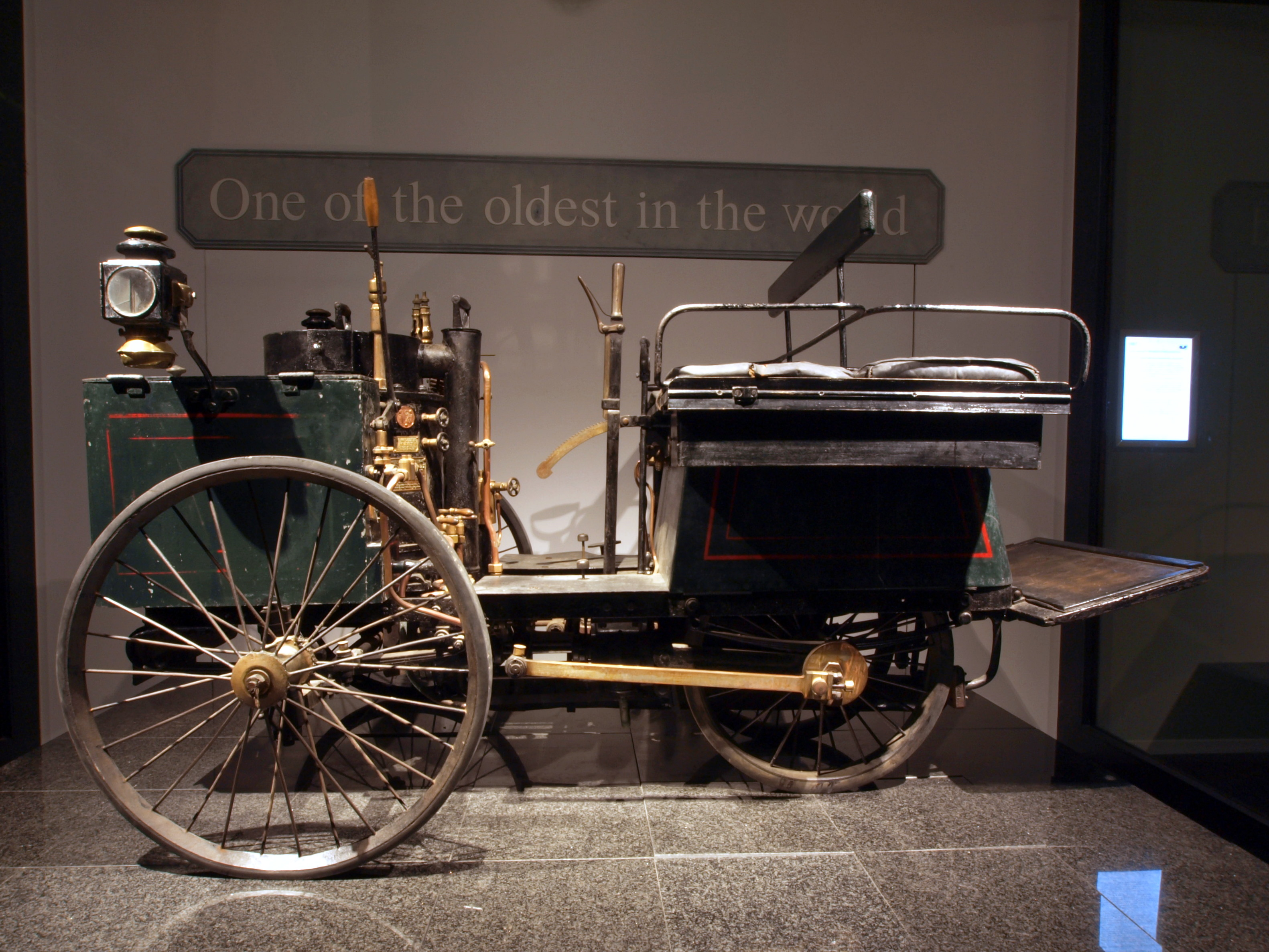
Il quadriciclo a vapore De Dion-Bouton et Trépardoux del 1887
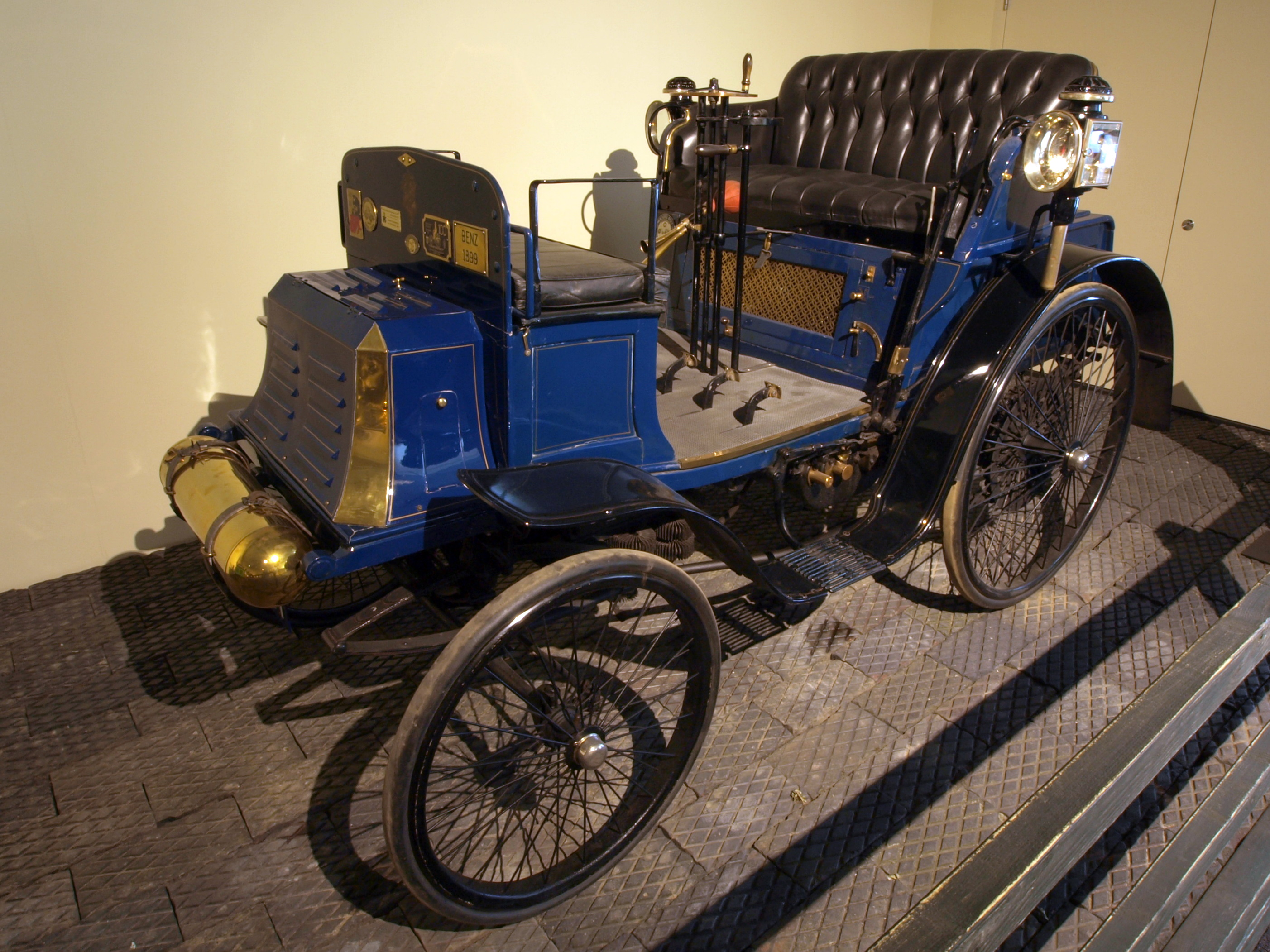
La Benz 6-HP Ideal del 1899
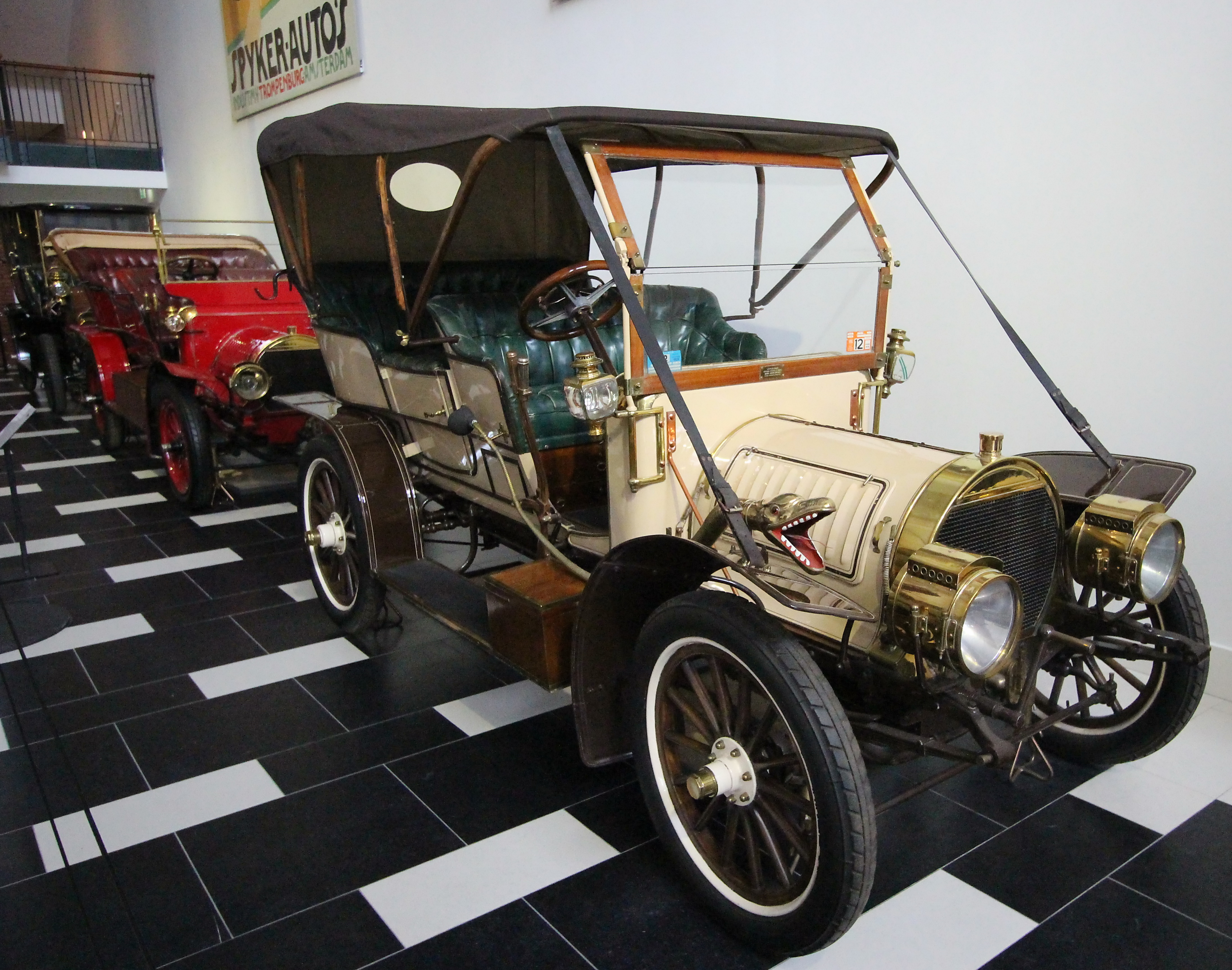
La Spyker 15/22HP Double Phaeton del 1907
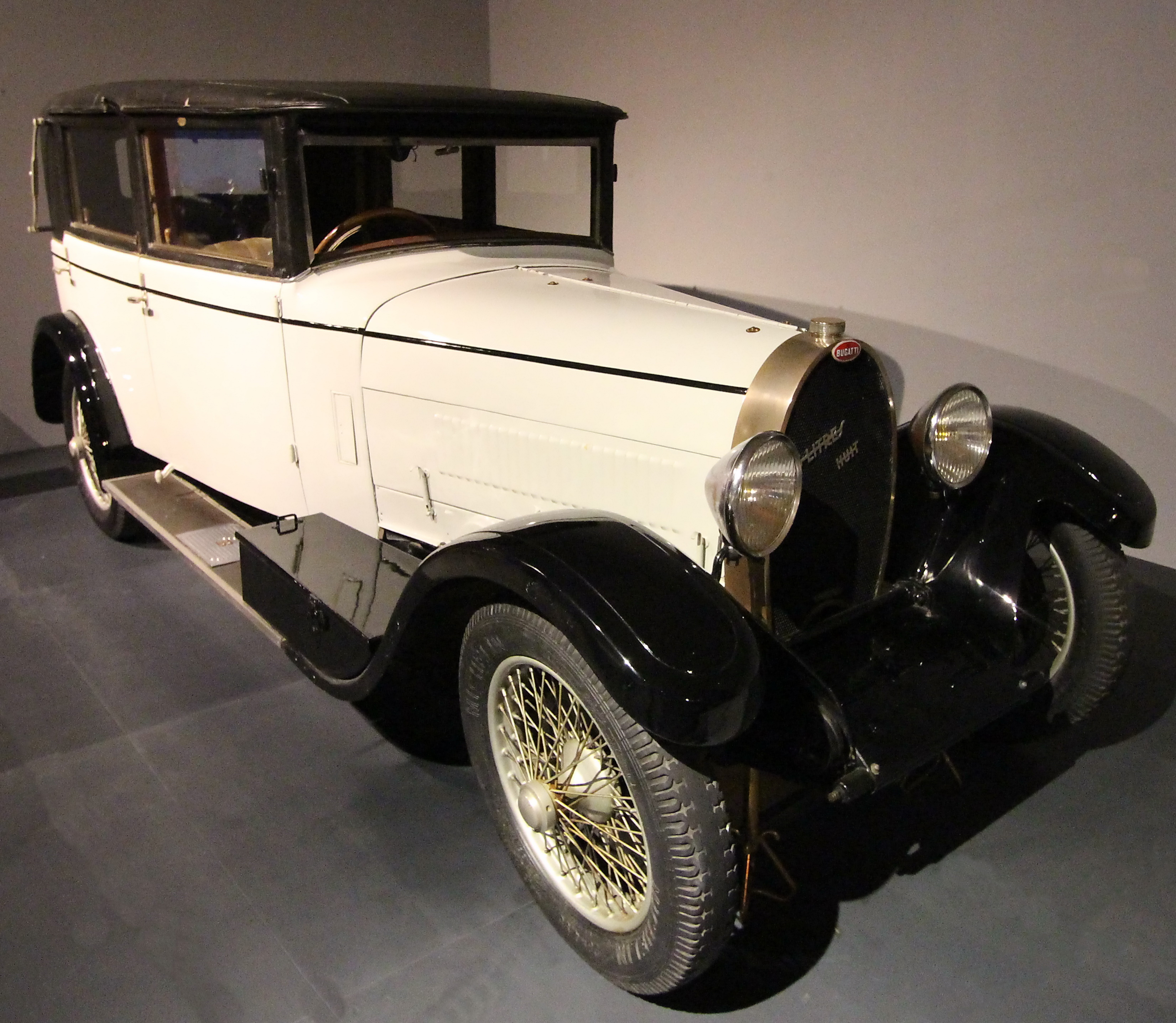
La Bugatti Type 44 Bergeon & Descoins Faux Cabriolet del 1927
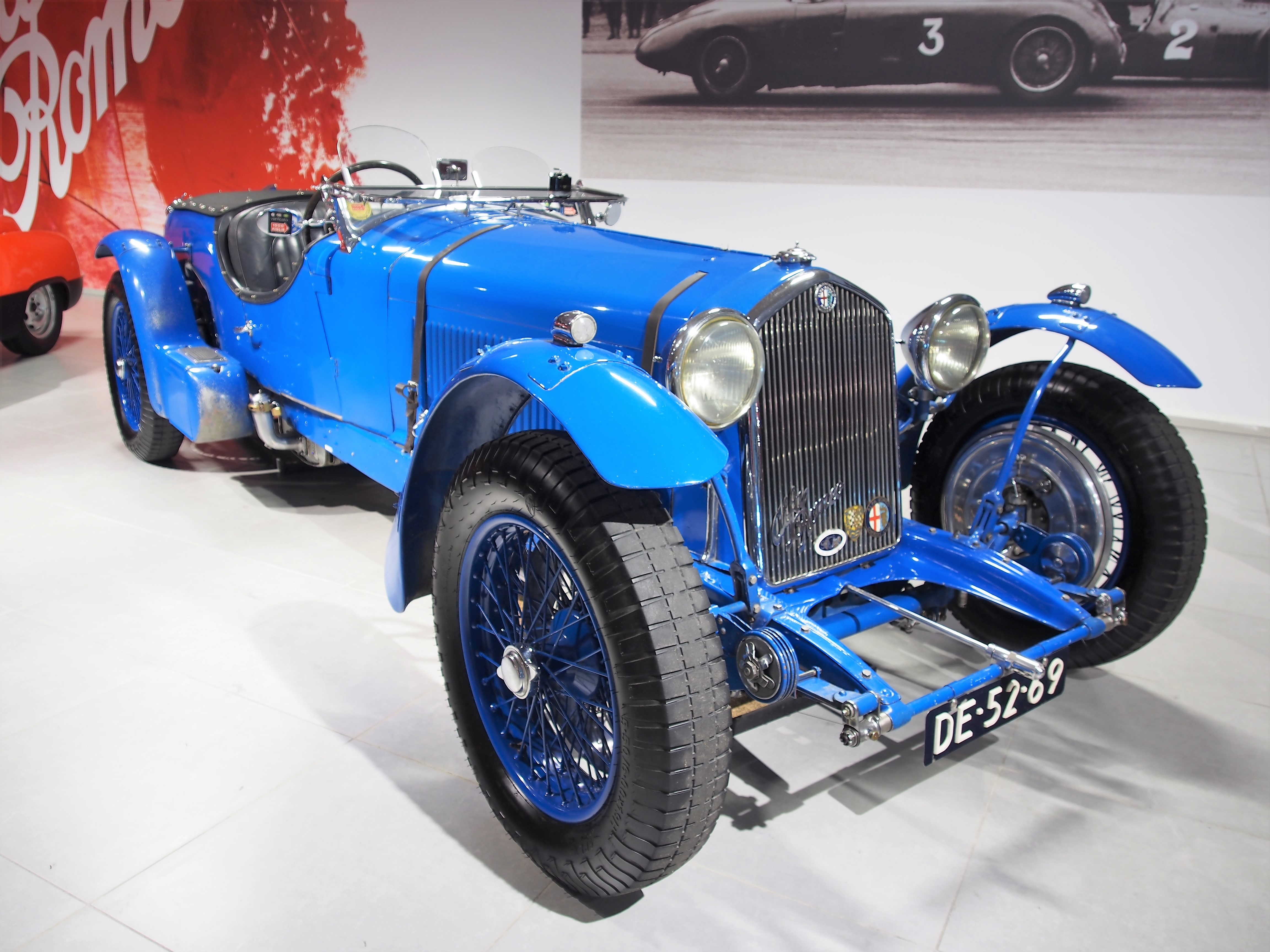
L'Alfa Romeo 8C 2300 Lungo Spider Le Mans Touring del 1933
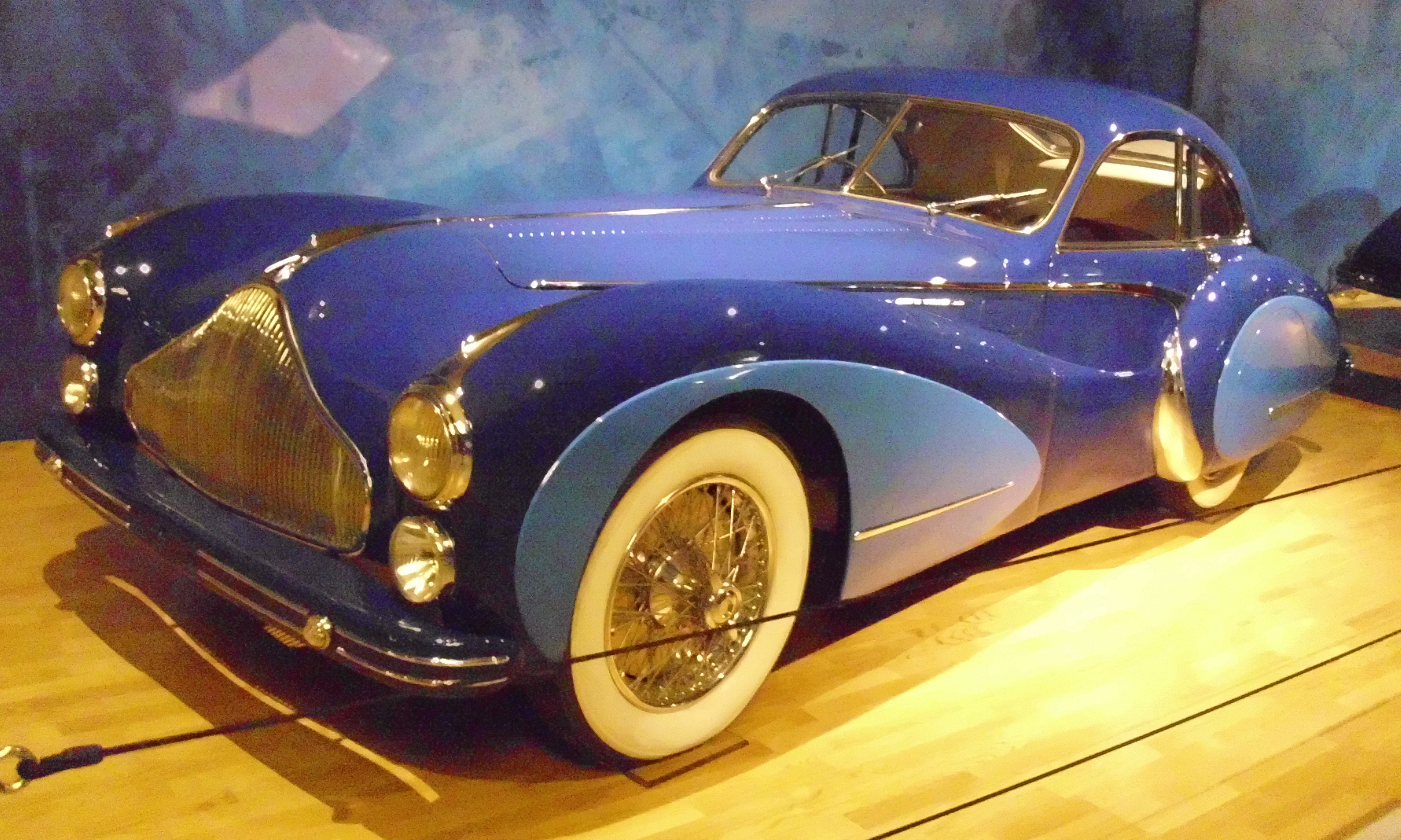
La Talbot-Lago T 26 Grand Sport Coupé Saoutchik del 1948
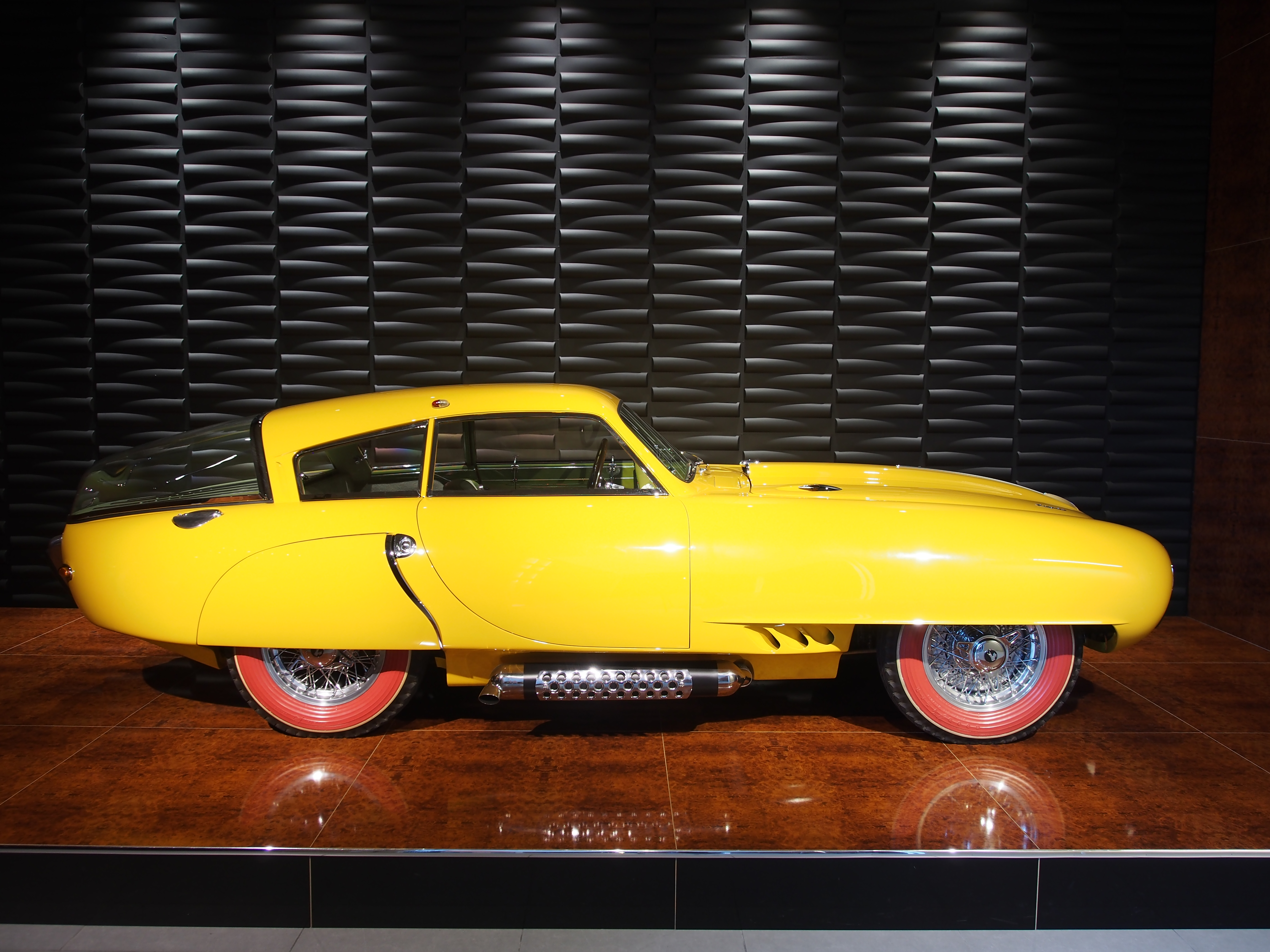
L'unica Pegaso Z-102 Cupula esistente
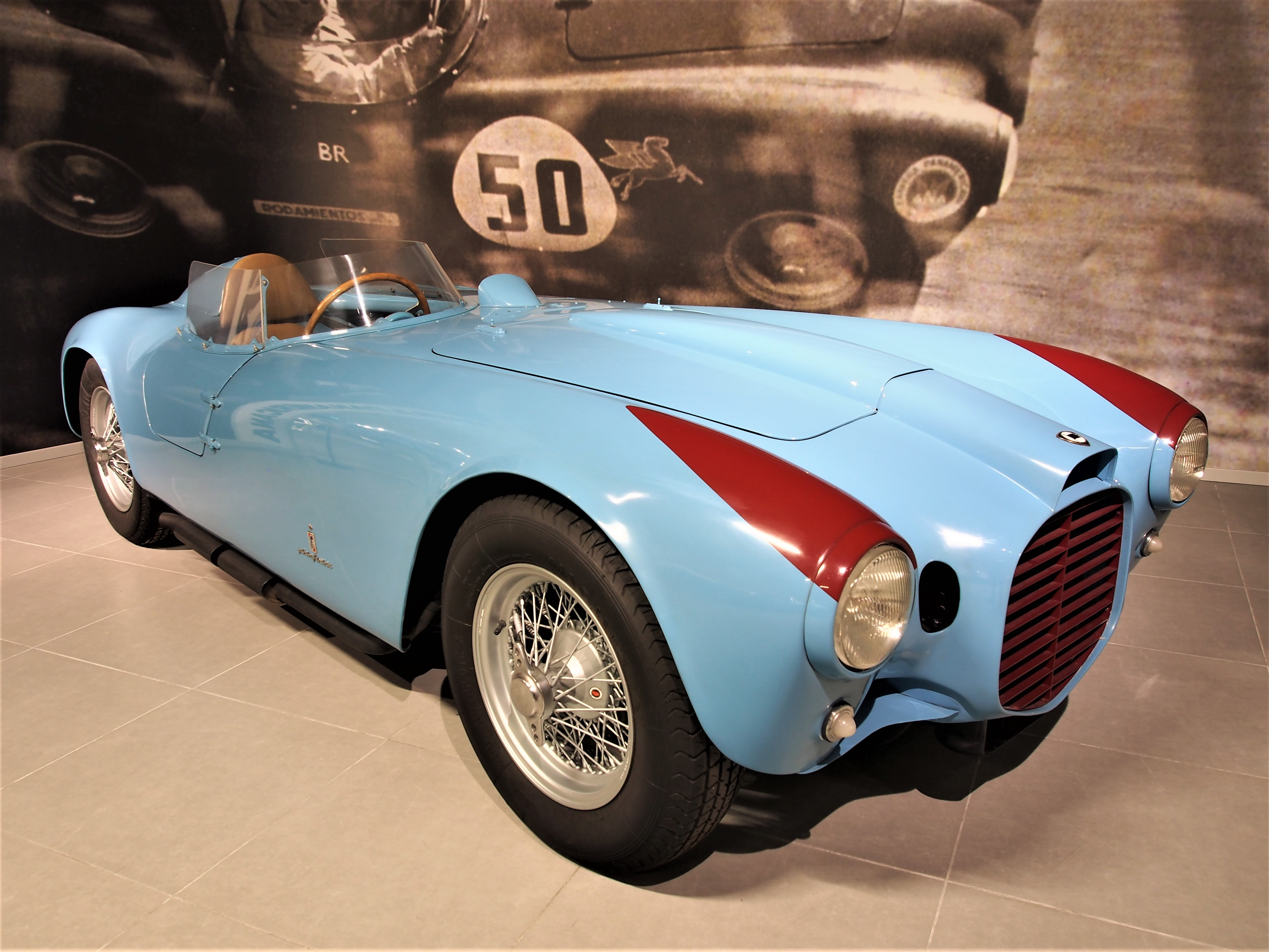
La Lancia D23 Sport spider Pinin Farina del 1953
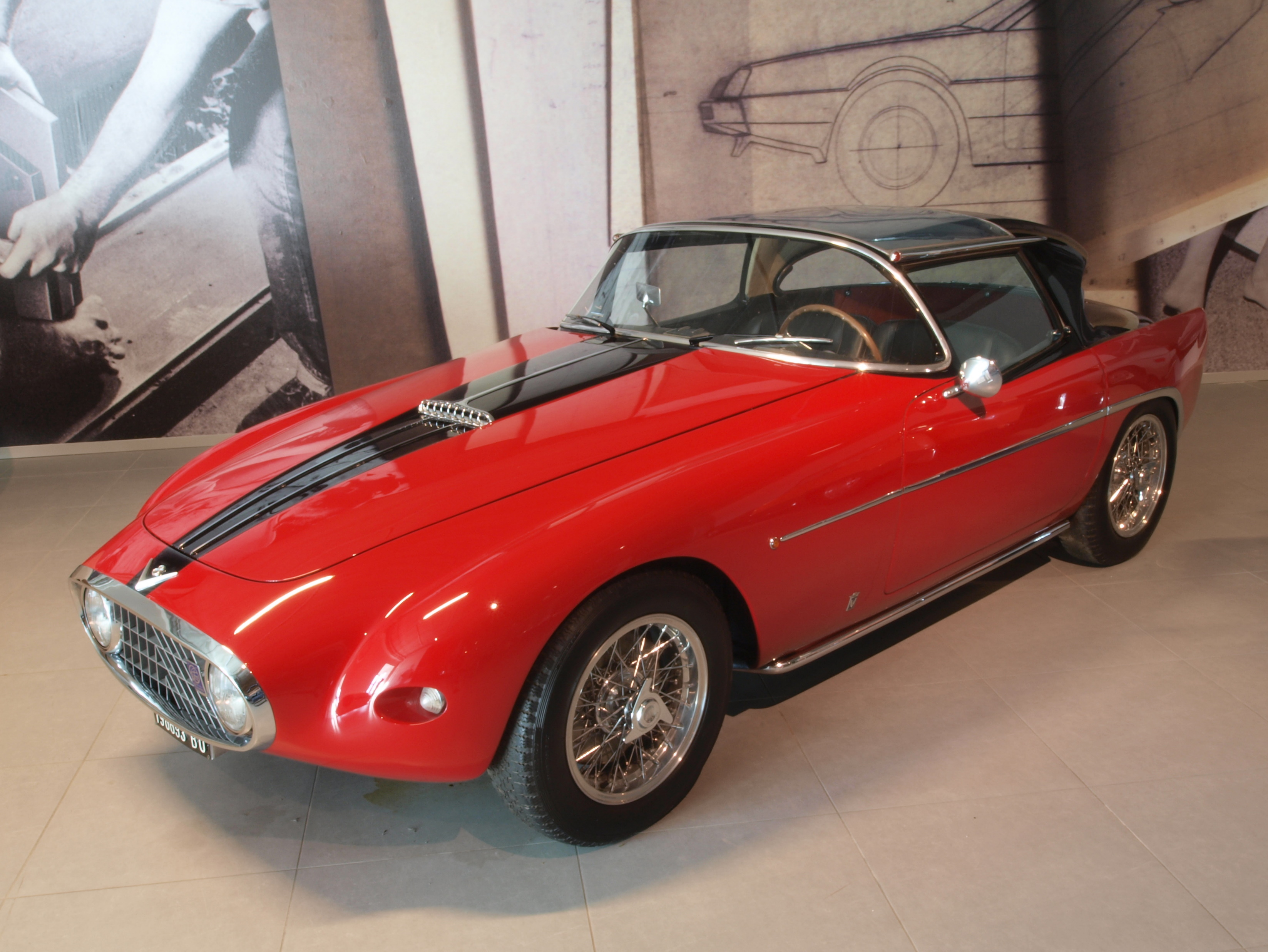
La Fiat 8V Demon Rouge Vignale del 1953
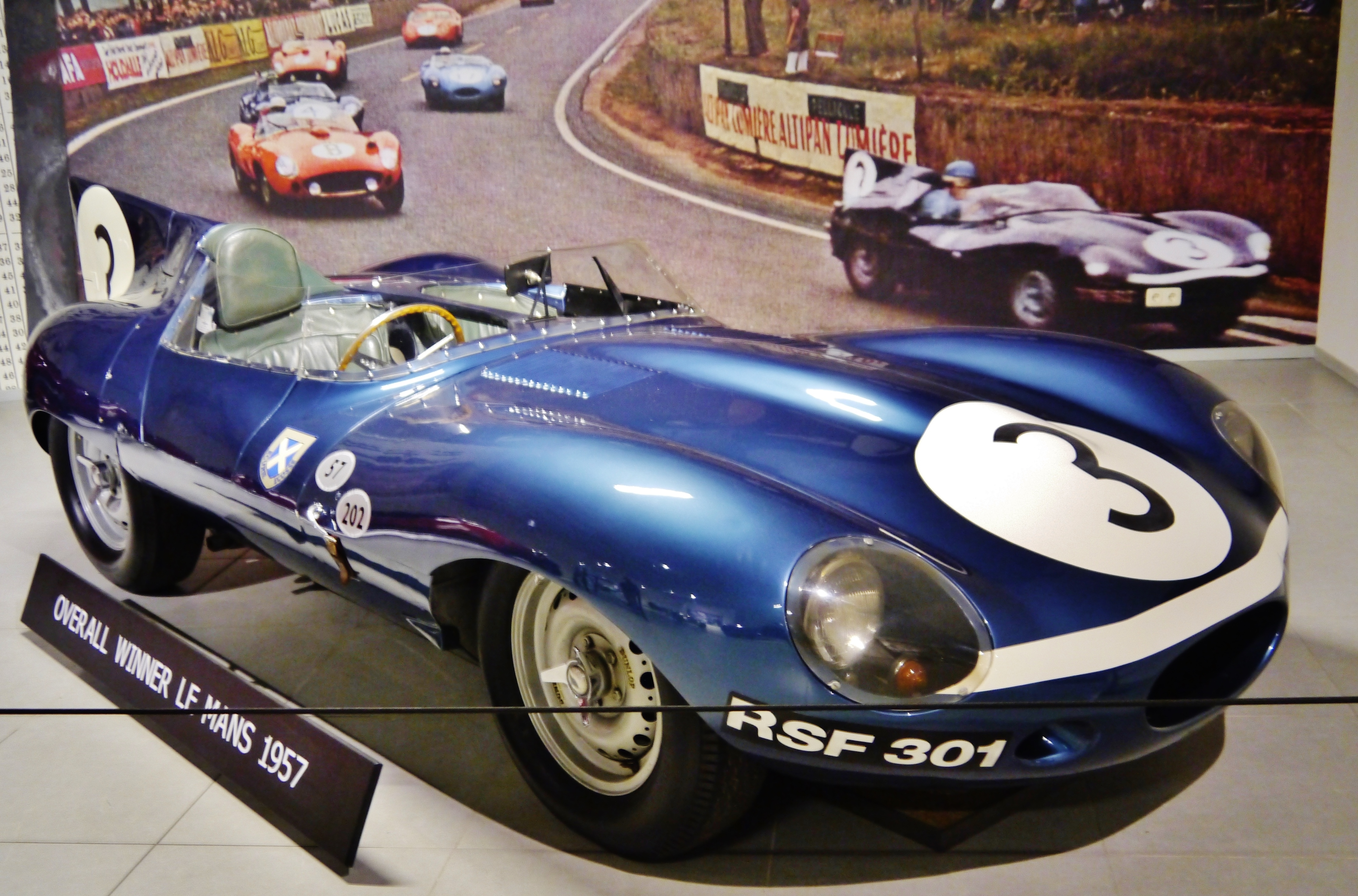
La Jaguar D-Type della Ecurie Ecosse vittoriosa alla 24 Ore di Le Mans 1957
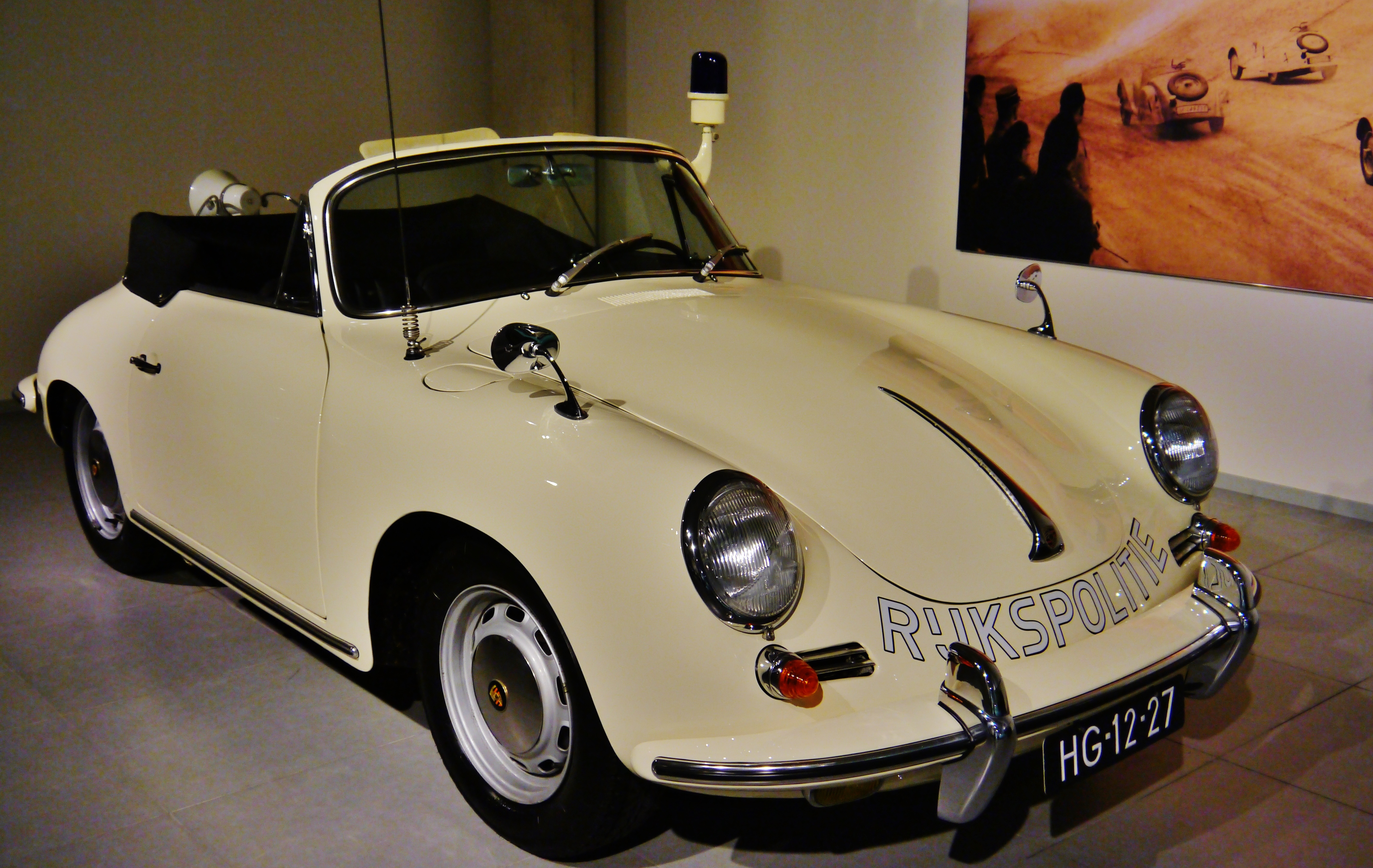
La Porsche 356 B 1600 Cabriolet del 1966 in forze alla Rijkspolitie, la polizia dei Paesi Bassi
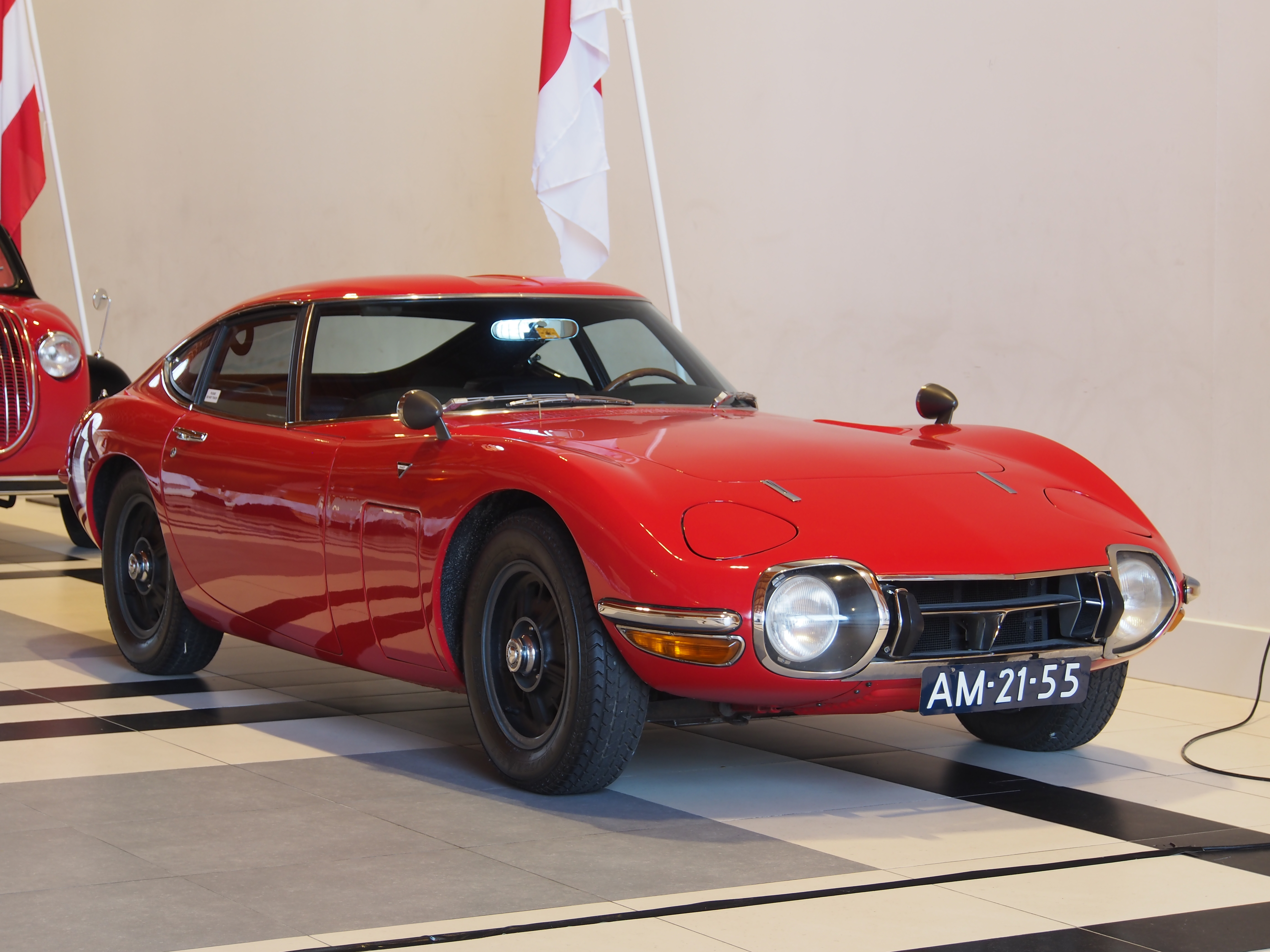
La Toyota 200GT del 1968
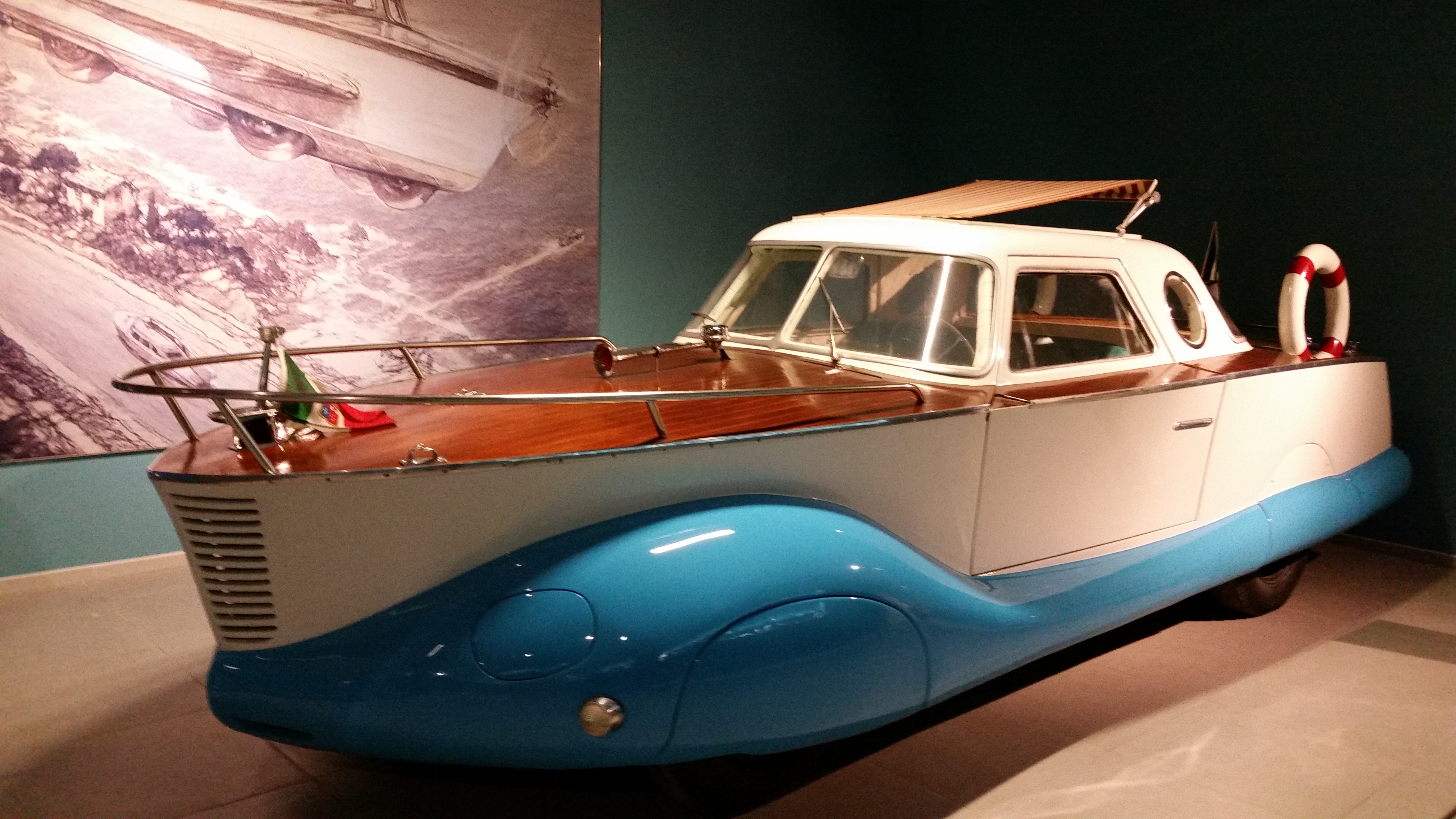
La Fiat 1100 Barchetta dalla Carrozzeria Coriasco (1953)